# 27341 Fabiomuzzi
27341 Fabiomuzzi este un asteroid din centura principală de asteroizi.

## Descriere
27341 Fabiomuzzi este un asteroid din centura principală de asteroizi. A fost descoperit pe 10 februarie 2000 la Observatorul San Vittore din Bologna. Asteroidul prezintă o orbită caracterizată de o semiaxă mare de 2,57 ua, o excentricitate de 0,04 și o înclinație de 15,1° în raport cu ecliptica.